# Monocelis spatulicauda
Monocelis spatulicauda är en plattmaskart som beskrevs av Diesing 1862. Monocelis spatulicauda ingår i släktet Monocelis och familjen Monocelididae. Inga underarter finns listade i Catalogue of Life.